# Borgen Bøe
Borgen Bøe, auch Borgen Olsen Bøe (* 30. November 1908 in Klepp, Rogaland; † 29. Dezember 1941 im Trandumskogen in Ullensaker) war ein norwegischer Widerstandskämpfer gegen den Nationalsozialismus und die deutsche Besatzungsmacht.

## Vorleben und Widerstand
Geboren als zweites Kind des Vaters Ola Rasmussen Bøe (* 1883) und der Mutter Kristine, geborene Stangeland (* 1886), hatte er zwei Geschwister: Ingebjørg (1910–1959) und Rasmus (1906–1983). Er besuchte die Mittelschule und das Handelsgymnasium, war Fabrikdirektor (norwegisch: Disponent) in Stavanger.
Bøe nahm bis zur Kapitulation Norwegens am 10. Juni 1940 am Krieg gegen Deutschland teil und ging danach in den Widerstand. Vor dem Hintergrund einer militärischen Ausbildung erwuchs der Aufbau einer Widerstandsgruppe mit Kriegskameraden aus Stavanger. Sie betrieb Spionage für die Alliierten über die militärischen Einrichtungen der deutschen Luftwaffenstützpunkte in Sola und Forus, heute Flughafen Stavanger, über die deutschen Werftaktivitäten im Hafen Stavangers, außerdem Propaganda und Industriesabotage.
Ein Mitglied der Gruppe war ein Kollaborateur der Sipo und verriet die gesamte Gruppe.

## Verhaftung und Hinrichtung
Bøe wurde am 30. Juli 1941 in seinem Haus in Stavanger verhaftet und im November 1941 vom Bezirksgefängnis in Stavanger nach Oslo in die Festung Akershus überführt. Er und seine ebenfalls verhafteten zehn Kameraden wurden dort vom Pastor und späteren Bischof von Tunsberg Dagfinn Hauge seelsorgerisch betreut.
Das Reichskriegsgericht verurteilte ihn im Dezember 1941 zum Tode, ein Gnadengesuch wurde abgelehnt. Wehrmachtssoldaten unter dem Kommando des SS-Hauptsturmführers Oscar Hans erschossen die gesamte Gruppe am 29. Dezember auf dem militärischen Übungsgelände der Trandumer Kaserne (Trandum leir) im Trandumer Wald in Flatnermoen, einem Ort in der Nähe eines Panzergeschützstands. Ein deutscher Feldprediger war anwesend; die Toten wurden vor Ort im Massengrab in Holzsärgen anonym beigesetzt. Dies war die erste von weiteren 17 Massenexekutionen im Trandumer Wald bis zum September 1944.

## Nach dem Krieg
Direkt nach der Kapitulation der Wehrmacht am 8. Mai 1945 wurden die durch Neubepflanzung schlecht getarnten Gräber gesucht. Es wurden achtzehn Massengräber gefunden mit insgesamt 211 Leichen, von denen 183 durch zahnärztliche Unterlagen identifiziert wurden, darunter auch die 11er-Gruppe mit Bøe. Der Fundort ist heute gekennzeichnet mit einem Steinkreuz und Stein mit Inschrift: Grav 18. Die elf Exhumierten wurden danach auf dem Friedhof von Eiganes, einem Stadtteil von Stavanger, beerdigt.

## Gedenkorte
- Name an der großen Gedenkwand unter der Überschrift: Grav 18, Flatnermoen, 29. desember 1941, auf der Hinrichtungsstätte im Trandumer Wald (Trandumskogen) in Ullensaker, die gesamte Anlage ist heute ein norwegisches Nationaldenkmal, Gedenkveranstaltungen finden statt am norwegischen Nationalfeiertag, 17. Mai.
- Gedenktafel mit Zitat aus seinem Abschiedsbrief und Kurzbiographie in mehreren Sprachen am Denkmal Monumento alla Resistenza europea in Como.